# Fiesta de la matanza
La fiesta de la matanza es una jornada gastronómica celebrada anualmente en febrero en Ardales (Málaga) y en otros municipios de España, como Valdepeñas en la provincia de Jaen. 
Su principal protagonista es el embutido y la carne de porcino, pero en ella también hay lugar para el aceite, la repostería, las aceitunas, el vino dulce, el pan (como los molletes y los botones, un tipo de panecillos redondos) y otros elementos de la gastronomía de la comarca (Comarca de Antequera y Guadalteba). El plato central es la carne en salsa estilo ardaleño.
En la fiesta por las calles del pueblo también se desarrolla una feria alimenticia y está amenizada por pandas de verdiales y otros géneros musicales.